# Élections municipales de 2005 à Los Angeles
Les élections municipales de 2005 à Los Angeles se sont tenues le 8 mars 2005 (primaire) et le 17 mai 2005 (générale) afin d'élire le maire de la ville. C'est le même duel qu'en 2001, Hahn-Villaraigosa. Cette fois, le maire sortant, James Hahn est battu par Antonio Villaraigosa.
Les démocrates conservent la mairie avec Antonio Villaraigosa. 